# محمد الشلهوب
محمد بندر سعود الشلهوب (مواليد 8 ديسمبر 1980)، هو لاعب كرة قدم سعودي سابق، ومدرب نادي الهلال للشباب تحت 21 عاماً منذ 13 أغسطس 2025م. ودرّب نادي الهلال من 3 مايو 2025م، مؤقتاً ، كما درب نادي الهلال تحت 17 عاماً من يونيو 2022م. لعب في مركز الوسط مع نادي الهلال والمنتخب السعودي.
تدرج الشلهوب في جميع الفئات السنية لنادي الهلال حتى اولاه ابو سليمان وصل للفريق الأول وأصبح كابتن للفريق، ويعد من أبرز اللاعبين السعوديين في جيله، وهو أكثر لاعب بتاريخ الكرة السعودية تحقيقًا للألقاب بواقع 33 بطولة مع ناديه الهلال، بفارق 7 بطولات عن أقرب منافسيه وهم زميليه السابقين بنفس الفريق يوسف الثنيان وسامي الجابر.
في 10 سبتمبر 2020، أعلن محمد الشلهوب اعتزاله كرة القدم بشكل نهائي بعد مسيرة طويلة مع نادي الهلال السعودي، وحقق العديد من الإنجازات والألقاب.

## مسيرته الكروية

### بداياته مع الهلال
التحق الشلهوب مع براعم نادي الهلال عام 1993، ثم صعد إلى ناشئين الهلال وحقق معه بطولة المملكة عام 1414 هـ، والمركز الثاني في نفس البطولة في العام الذي تلاه، ثم صعد لشباب الهلال وحصل على المركز الثاني في بطولة المملكة عام 1416 هـ وبطولة المملكة عام 1417 هـ ووصيف بطل المملكة عام 1418 هـ، ومع بداية عام 1420 هـ تم تصعيده للفريق الأول في نادي الهلال واستطاع بجدارة أن يحجز مكانه في الوسط الأيسر الذي كان نقطة ضعف الهلال في ذلك الوقت، واستطاع تحقيق الرباعية في تلك السنة، وكان أول هدف لمحمد الشلهوب بعد تصعيده للفريق الأول على نادي الاتحاد بعد عرضية من المحترف الكويتي جاسم الهويدي.
فاستطاع الحصول مع الهلال على كأس الاتحاد السعودي من أمام نادي ضمك 2-1 بقيادة المدرب البرازيلي لوري في ظل إداراة الرئيس الذهبي الأمير: بندر بن محمد، ومن بعدها كأس المؤسس من أمام نادي الأهلي السعودي 2-1 بقيادة الروماني : يوردانسكو ومع نفس المدرب حقق مع الهلال كأس ولي العهد بثلاثة أهداف نظيفة وقد سجل الشلهوب الهدف الثاني، وأخر الرباعية كان بإحراز كأس آسيا للأندية أبطال الدوري بالفوز على جوبيلو إيواتا 3-2
ومع بداية هذا العام برز نجم محمد في ظل غياب أبرز نجوم الهلال، فحصل مع الهلال على كأس الصداقة الدولية بعد الفوز على منتخب عسير بركلات الجزاء 7-6 بقيادة الروماني بلاتشي وإدارة فواز المسعد، ومن بعدها بطولة الأندية العربية أبطال الكؤوس من أمام غريمه التقليدي نادي النصر 2-1 وقد سجل محمد الهدف الأول، ثم كان لمحمد دور بارز في الحصول على كأس السوبر الآسيوي من أمام شميزو الياباني، وبعدها الحصول على بطولة النخبة العربية التي أقيمت في سوريا، وأخيرًا الحصول على كأس الرئيس المصري حسني مبارك بالفوز على الإسماعيلي المصري 2-1 حقق مع ناديه رباعية الموسم الرياضي 1425-1426 هـ (كأس التضامن ضد الإرهاب، كأس الأمير فيصل، كأس ولي العهد، دوري خادم الحرمين الشريفين) وحصل العام الذي يليه مع ناديه على كأس الأمير فيصل بن فهد وكأس ولي العهد.

### محمد الشلهوب هداف الدوري
هدّاف دوري المحترفين السعودي 2009–10 برصيد 12 هدف.
لقد حقق محمد الشلهوب إنجازًا تاريخيًا على مستوى الكرة السعودية كأول لاعب وسط يحقق لقب هداف دوري المحترفين السعودي، وكان هذا في موسم 2009–10. وقد سجل محمد الشلهوب في ذلك الموسم 12 هدفًا توج على أثرها هدافًا للدوري كإنجاز هو الأول من نوعه على مستوى دوري المحترفين السعودي.

### مشواره الكروي
بدأ مشواره في فريق البراعم في التدريبات، وانتقل إلى صفوف الناشئين ولعب مجموعة من المباريات مع فريق الهلال للناشئين. وكان وقتها أصغر اللاعبين عمرًا إذ لم يتجاوز الثالثة عشر أو الرابعة عشر عامًا. وشارك في صفوف المنتخب السعودي منذ أول موسم له مع الفريق الهلالي وشارك مع الأخضر في رحلته الدولية إلى أوروبا كما شارك كلاعب أساسي في نهائيات أمم آسيا في لبنان وظهر كأحد أبرز لاعبيه.

## الشلهوب مدرباً
- في يونيو 2022م عين الشلهوب مدرباً لفريق الهلال السعودي تحت 17 عاماً.[9]
- في يوليو 2023م عين محمد الشلهوب مساعداً لمدرب فريق الهلال السعودي البرتغالي جيسوس.[10][11]
- في أغسطس 2024م خضع محمد الشلهوب، أثناء عمله مساعداً للبرتغالي جورجي جيسوس، مدرب فريق الهلال الأول لكرة القدم، للدورة التدريبية «PRO»، التي ينظِّمها الاتحاد الآسيوي للمدربين المحترفين. وكان قبلها ذلك قد نال شهادة التدريب «B» و«A» يونيو 2022؛ وذلك سعياً إلى تطوير أدائه، ومسيرته التدريبية.[12]
- في 2 مايو 2025م عين محمد الشلهوب مدرباً مؤقتاً لنادي الهلال السعودي خلفاً للمدرب البرتغالي جورجي جيسوس.[3]
- في 13 أغسطس 2025م عين الشلهوب مدرباً لنادي الهلال تحت 21 عاماً.[2]

## مسيرته الدولية
يلعب محمد الشلهوب في المنتخب الوطني السعودي منذ عام 2000 عندما كان عمره عشرين عاما فقط، وقدم لأول مرة في 17 أكتوبر 2000 ضد قطر في كأس آسيا 2000. استدعي الشلهوب للمشاركة في كأس العالم 2006.

### الأهداف الدولية
قائمة النتائج والأهداف مع منتخب السعودية الأول.
| #   | التاريخ        | المكان                                          | الخصم                    | الهدف | النتيجة | المسابقة               |
| --- | -------------- | ----------------------------------------------- | ------------------------ | ----- | ------- | ---------------------- |
| 1.  | 20 أكتوبر 2000 | ستاد صيدا الدولي، صيدا، لبنان                   | أوزبكستان                | 2–0   | 5–0     | كأس آسيا 2000          |
| 2.  | 20 أكتوبر 2000 | ستاد صيدا الدولي، صيدا، لبنان                   | أوزبكستان                | 3–0   | 5–0     | كأس آسيا 2000          |
| 3.  | 20 أكتوبر 2000 | ستاد صيدا الدولي، صيدا، لبنان                   | أوزبكستان                | 4–0   | 5–0     | كأس آسيا 2000          |
| 4.  | 8 فبراير 2001  | ملعب الأمير محمد بن فهد، الدمام، السعودية       | منغوليا                  | 1–0   | 6–0     | تصفيات كأس العالم 2002 |
| 5.  | 8 فبراير 2001  | ملعب الأمير محمد بن فهد، الدمام، السعودية       | منغوليا                  | 3–0   | 6–0     | تصفيات كأس العالم 2002 |
| 6.  | 15 فبراير 2001 | ملعب الأمير محمد بن فهد، الدمام، السعودية       | منغوليا                  | 2–0   | 6–0     | تصفيات كأس العالم 2002 |
| 7.  | 6 أكتوبر 2003  | جدة، السعودية                                   | اليمن                    | 6–0   | 7–0     | تصفيات كأس آسيا 2004   |
| 8.  | 13 أكتوبر 2003 | جدة، السعودية                                   | اليمن                    | 3–1   | 3–1     | تصفيات كأس آسيا 2004   |
| 9.  | 17 أكتوبر 2003 | جدة، السعودية                                   | إندونيسيا                | 2–0   | 6–0     | تصفيات كأس آسيا 2004   |
| 10. | 26 ديسمبر2003  | ملعب نادي الكويت، مدينة الكويت، الكويت          | الإمارات العربية المتحدة | 1–0   | 2–0     | كأس الخليج العربي 2003 |
| 11. | 4 يناير 2004   | ملعب نادي الكويت، مدينة الكويت، الكويت          | الكويت                   | 1–0   | 1–1     | كأس الخليج العربي 2003 |
| 12. | 17 نوفمبر 2004 | ملعب الأمير محمد بن فهد، الدمام، السعودية       | سريلانكا                 | 2–0   | 3–0     | تصفيات كأس العالم 2006 |
| 13. | 3 يونيو 2005   | ملعب الملك فهد الدولي، الرياض، السعودية         | الكويت                   | 1–0   | 3–0     | تصفيات كأس العالم 2006 |
| 14. | 3 يونيو 2005   | ملعب الملك فهد الدولي، الرياض، السعودية         | الكويت                   | 3–0   | 3–0     | تصفيات كأس العالم 2006 |
| 15. | 21 يناير 2006  | ملعب الأمير فيصل بن فهد، الرياض، السعودية       | فنلندا                   | 1–1   | 1–1     | ودية                   |
| 16. | 22 فبراير 2006 | ملعب علي محسن المريسي، عدن، اليمن               | اليمن                    | 2–0   | 4–0     | تصفيات كأس آسيا 2007   |
| 17. | 22 فبراير 2006 | ملعب علي محسن المريسي، عدن، اليمن               | اليمن                    | 4–0   | 4–0     | تصفيات كأس آسيا 2007   |
| 18. | 1 يوليو 2007   | مركز جورونغ الغربية الرياضة الترفيهية، سنغافورة | عمان                     | 1–0   | 1–1     | ودية                   |
| 19. | 22 نوفمبر 2010 | استاد 22 مايو، عدن، اليمن                       | اليمن                    | 2–0   | 4–0     | كأس الخليج العربي 2010 |

## الإنجازات

### النادي
الهلال
- دوري المحترفين السعودي (8): 2002، 2005، 2008، 2010، 2011، 2017، 2018، 2020.
- كأس ولي العهد (11): 2000، 2003، 2005، 2006، 2008، 2009، 2010، 2011، 2012، 2013، 2016
- كأس خادم الحرمين الشريفين (2): 2015، 2017
- كأس السوبر السعودي (2): 2015، 2018
- كأس الاتحاد السعودي (3): 2000، 2005، 2006.
- دوري أبطال آسيا (2): 2000، 2019
- كأس أبطال الكؤوس الآسيوية (1): 2002
- كأس السوبر الآسيوي (1): 2000
- كأس المؤسس السعودي (1): 2000
- البطولة العربية للأندية الفائزة بالكؤوس (1): 2001
- كأس السوبر المصري السعودي (1): 2001

### المنتخب
- كأس الخليج العربي (1): 2003
- كأس آسيا: الوصيف 2000

### الفردية
- هدّاف دوري المحترفين السعودي 2009–10
- جائزة أفضل لاعب في آسيا: المركز الثالث

## وصلات خارجية
- محمد الشلهوب على موقع الاتحاد الدولي (مؤرشف)  (الإنجليزية)
- محمد الشلهوب على موقع قاعدة بيانات كرة القدم.إي يو (الإنجليزية)
- محمد الشلهوب على موقع قاعدة بيانات كرة القدم.إي يو (الإنجليزية)
- محمد الشلهوب على موقع ناشيونال فوتبول تيمز (الإنجليزية)
- محمد الشلهوب على موقع نادي الهلال